# Virudhaka
Virudhaka (Virūdhaka) je v budizmu eden od štirih devaradž in obenem varuh juga ter gospodar demonskih pritlikavih kumbhand z bivolskimi obrazi. Barva njegovega telesa je modra. Njegovo simbolno znamenje (atribut) je meč.
Njegovo ime v sanskrtu pomeni brstiček.